# Ruxton Island
Ruxton Island är en ö i Kanada.   Den ligger i Cowichan Valley Regional District och provinsen British Columbia, i den sydvästra delen av landet, 3 600 km väster om huvudstaden Ottawa. Arean är 1,00 kvadratkilometer.
Terrängen på Ruxton Island är platt. Öns högsta punkt är 75 meter över havet. Den sträcker sig 1,6 kilometer i nord-sydlig riktning, och 1,5 kilometer i öst-västlig riktning.
Runt Ruxton Island är det glesbefolkat, med 17 invånare per kvadratkilometer.